# مرتزون (تگزاس)
مرتزون، تگزاس (به انگلیسی: Mertzon, Texas) یک شهر در ایالات متحده آمریکا با جمعیت ۸۳۹ نفر است که در تگزاس واقع شده‌است.

## موقعیت جغرافیایی
موقعیت جغرافیایی شهرها و مناطق اطراف به شرح زیر است: